# Eríxias
Eríxias é um diálogo atribuído a Platão, mas que hoje é considerado espúrio. Caracteriza-se por apresentar Sócrates, em conversa com Crítias, Eríxias de Estira e Erasístrato de Atenas (sobrinho de Feas).
O diálogo diz respeito aos temas riqueza e virtude. A posição de Eríxias é a de que é bom para ser materialmente próspero mas essa opinião é derrotada quando Crítias argumenta que ter dinheiro nem sempre é uma coisa boa. Sócrates, então, mostra que o dinheiro tem apenas um valor convencional. Em uma discussão dirigida a Crítias, Sócrates conclui que o dinheiro nunca pode ser considerado útil, mesmo quando usado para comprar algo útil. A conclusão final do Eríxias é que os mais ricos são os mais miseráveis porque eles têm tantas necessidades materiais.